# Bruno Moeller
Bruno Moeller (ur. 20 marca 1875 w Niebudszen, pow. Gumbinnen, Prusy, zm. w 1952) – niemiecki prawnik i urzędnik kolejowy.

## Życiorys
Syn Artura Moellera, proboszcza w Niebudszen. Po ukończeniu średniej szkoły humanistycznej Friedrichsschule Gumbinnen studiował prawo i politologię na Uniwersytecie Albrechta w Królewcu oraz na uniwersytetach w Monachium i Berlinie. Pełnił szereg funkcji w kolejnictwie niemieckim, m.in. radcy ministerialnego w Ministerstwie Komunikacji Rzeszy (Reichsverkehrsministerium) oraz prezesa Dyrekcji Kolei Rzeszy w Królewcu (Reichsbahndirektion Königsberg) (1922-1938), po czym przeszedł na emeryturę.
Moeller służył w wojsku Pruskim, do którego wstąpił ochotniczo (1896-1897), w polowych formacjach kolejowych (1914-1917), ostatnio w Wojskowej Generalnej Dyrekcji Kolei w Warszawie (Militär-General¬ direktion der Eisenbahnen in Warschau); był kapitanem rezerwy kawalerii 11 Pułku Dragonów w Ełku (Pommersches Dragoner-Regiment von Wedel Nr. 11). Uzyskał tytuł dr h.c. Wyższej Szkoły Technicznej Wolnego Miasta Gdańska.